# 内藤九段将棋秘伝
『本将棋 内藤九段将棋秘伝』（ほんしょうぎ ないとうくだんしょうぎひでん）は、1985年8月10日にセタが発売したファミリーコンピュータ用ソフト。

## 概要
- 内藤國雄監修と銘打たれている。
- 将棋の手合割と、後手先手を選ぶことは可能。
- コンピュータの強さを調整することはできない。また、詰め将棋が無い。
- プレイヤーから見て右側はロボット（コンピュータ）で、左側は人間。

## ゲーム内容

### システム
- 十字キーでカーソルの操作、Aボタンで駒を持つ・離す、Bボタンで「待った」をかける。
- 特にBボタンは、1回押すだけでは「待った!」と叫ぶだけであり、その後連打を繰り返すと人間がロボットに対し頭を下げる動作を行い、頭を9回下げて初めて手が戻る、というものであった。

### その他
- 平手・プレイヤー先手で、15手でコンピュータに勝てる指し手が存在する[1]。
- 世界コンピュータ将棋選手権 - 1990年の第1回大会に参加。参加6ソフト中唯一のファミコンソフトで、2勝3敗の4位だった。以降の大会にファミコンソフトはもちろん、家庭用ゲーム機ソフトの参加例が無いため、2020年時点では本作が唯一である。
- 打ち歩詰めは将棋のルール上、反則負けになるが、本ゲームでは詰みとみなされる。パッケージ裏面にもプログラムの制約のため本来のルールと多少異なる場合があると書かれている。

## 評価
ゲーム誌『ファミリーコンピュータMagazine』の1991年5月10日号特別付録「ファミコンロムカセット オールカタログ」では、「残念ながら2人プレイは出来ないけれど、12種類もの遊び方が用意されている」、「昔のゲームなので、コンピュータの思考時間が、長いわりには弱い」と紹介されている。